# Holmelgonia nemoralis
Holmelgonia nemoralis är en spindelart som först beskrevs av Holm 1962.  Holmelgonia nemoralis ingår i släktet Holmelgonia och familjen täckvävarspindlar. Inga underarter finns listade i Catalogue of Life.